# Gundestrupkarret
Gundestrupkarret også kaldet Gundestrupkedlen er fra overgangen fra keltisk til romersk jernalder omkring år 1. Det er af sølv og fundet i 1891 i tørvemosen Rævemose ved Gundestrup øst for Aars i Vesthimmerland. Tjenestekarl Jens Sørensen stødte på karret under tørvegravning. Løjtnant i gendarmeriet Daniel Bruun sendte tre dage senere et telegram til Nationalmuseet om det store sølvfund. Gundestrupkarret blev sendt til museet, og dér er det nu udstillet. Rævemosen blev fredet i 1937, og der står en mindesten på findestedet.
I 2001 blev der fundet en efterligning i Bayern i Tyskland, nemlig Guldkarret fra Chiemsee. Karret er en nyere kopi, angiveligt fremstillet mellem 1925 og 1939 for en nazitisk kunde. Guldkarret blev efterfølegnde solgt til en privat samler af Bayerns finansminsterium i 2003.

## Udseende
Gundestrupkarret er 69 centimeter i diameter og er cirka 41 centimeter højt. Karrets afrundede bund er 21 centimeter dyb, og siderne er cirka 20 centimeter høje. Omkredsen er to meter, og i alt vejer karret næsten 9 kilogram. Bundpladen er dekoreret med en stor tyr. På bundpladen sidder 13 sølvpaneler med mytiske motiver, der ikke har deres lige i Europa. Der har oprindeligt været 14 plader, men den sidste yderplade er gået tabt. Panelerne består af fem inderplader og syv yderplader, der både er udhamret og indpunslet med forskellige figurer. Yderpladerne forestiller forskellige guder. Inderpladerne er udformet som tegneserier, der illustrerer myter og historier. Pladerne var oprindeligt loddet sammen med sølvblandet tin, men karret blev skilt ad, inden det blev nedlagt i mosen som offer til guderne.

## Oprindelse
Der er tvivl om, hvor Gundestrupkarret kommer fra. Nogle mener, motiverne er keltiske, og at karret er fra Gallien. Men fund fra Thrakien – det nordøstlige Bulgarien og det sydøstlige Rumænien, hvor Donau munder ud i Sortehavet – kunne tyde på, at karret er lavet dér. Det var muligvis kimbrerne, der bragte karret til Jylland, da de gav den romerske kejser et tilsvarende kar og var forbi Rumænien.
Ifølge en artikel i den franske tidsskrift L´histoire, nr. 329, mars 2008: D'où vient le chaudron de Gundestrup? af Jean-Louis Brunaux, skulle det netop være fremstillet af kimbrerne.

## Billedmotiver
Gundestrupkarret omfatter fem inderplader, syv yderplader og sandsynligvis pladen på et låg.
Inderpanelernes historier er meget detaljerede.
- På et panel ses en hornet gud, der højst sandsynligt er den keltiske Cernunnos, dyrenes hersker. Han sidder med en hornet slange i den ene hånd og en guldhalsring i den anden. Den hornede slange går igen på mange af panelerne. Omkring den hornede gud ses forskellige dyr – hjorte, en ulv, en delfin med rytter, en løve og to griffer.
- Et andet panel viser, hvad der oftest tolkes som en menneskeofring – det er Gundestrupkarrets berømteste panel. En hær af fodfolk og ryttere ses. Til venstre står en stor skikkelse – måske en præst. Han holder en kriger af fodfolket med hovedet nedad over et kar.
- Ifølge Jon Galster (pseudonym Dan Hemming)s bog "Guldhornenes tale" er offeritualet på Gundestrupkarret det, vi i dag kender som børnesanglegen "Bro bro brille". På karrets inderside vises offerscenen fra »...den som kommer allersidst skal i den sorte gryde!« Hæropbud, et militærorkester af lurblæsere spiller, mens den uheldige kriger ofres. Rangfølgen ved offeret gengives stadig i en stump fra en gammel vise: »Først kommer offer, så kommer ædelig, så kommer syv mand sædelig...« hvilket tolkes som, forrest den der skal ofres, så præster og til sidst syv vidner.[6]

## Kopier
Gundestrupkarret står på Nationalmuseet, mens kopier ses på både Museumscenter Aars og på Moesgård Museum.